# Johann Balthasar Antesperg
Johann Balthasar [von] Antesperg (* 1682 im Ort Antesperg bei Wiesing, damals Teil des Hochstifts Passau; † 31. August 1765 in Wien) war Sprachforscher und Hoflehrer am habsburgischen Kaiserhof in Wien sowie Herausgeber einer deutschen Grammatik und Rechtschreibung auf Basis der oberdeutschen Schreibsprache. Er ist vor allem aufgrund seiner Gegnerschaft zu Johann Christoph Gottsched im spätbarocken Sprachenstreit um die Etablierung einer einheitlichen deutschen Schriftsprache bekannt.

## Leben

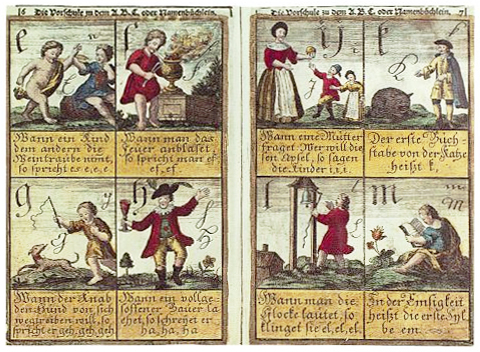
Das ABC-Büchlein von Johann Balthasar Antesperg, 1744

Er wurde im Jahr 1682 (andere Quellen nennen auch 1683) als Untertan des Hochstifts Passau geboren. Sein Vater hatte im heutigen Niederbayern das Gut Wising gekauft, zu dem auch das Dorf Antesperg gehörte, und ließ dieses alte Schloss im Jahr 1684 von Grund auf renovieren. Es ist jedoch unklar, welcher heutige Ort diesem Wising entspricht. Möglich wären der Ortsteil Wiesing in Triftern im Landkreis Rottal-Inn oder auch Wiesing in der Nähe von Viechtach im heutigen Landkreis Regen.
Nach seiner Ausbildung wurde er 1717 zunächst Instruktor, das heißt Hauslehrer, bei den Söhnen von Fürst Philipp Erasmus Liechtenstein und unterrichtete diese vier Jahre lang in Rhetorik, Philosophie, Geschichte und Recht. Einer seiner damaligen Schüler war Joseph Wenzel Liechtenstein, der später unter Maria Theresia kaiserlicher General im Österreichischen Erbfolgekrieg (1740–1748) war. Mit 29 Jahren bewarb sich Johann Balthasar Antesperg erfolgreich als Agent beim kaiserlichen Reichshofrat in Wien, wo er 44 Jahre lang, bis zu seinem Tod, die Stellung eines dort zugelassenen Anwaltes (Agent) innehatte.
Am 11. Juli 1735 wurde er mit dem Prädikat „von Antesperg auf Wising“ in den Reichsadelstand erhoben. Bei seinem Gesuch dazu gab er an, seine Familie sei ohnehin adeliger Abstammung und 200 Jahre zuvor aufgrund kriegerischer Wirren aus Lothringen eingewandert, was aber historisch nicht verifizierbar ist. Außerdem war es im Wien dieser Zeit, ein Jahr vor der Hochzeit Maria Theresias mit Franz Stephan von Lothringen, à la mode, aus Lothringen zu stammen. In diesen Jahren war Antesperg ein erfolgreicher Anwalt am Reichshofrat und beschäftigte sich schon zu dieser Zeit intensiv mit der „deutschen Reichs-Ritter-Mutter und Landsprache“. Bei seiner Arbeit als Jurist fiel ihm der existierende Wildwuchs in der damaligen Rechtschreibung auf, die er in rechtlichen Gesuchen und Gerichtsakten in unterschiedlichsten Varianten zu Gesicht bekam. Später schrieb er im Vorwort zu seiner Grammatik:
„Daß ich bey meiner 24. jährigen Reichshofraths Agentenstelle erfahren, wie schändlich und nachtheilig die unregelmäßige deutsche Schreibart in der Correspondenz und in dem Justizwesen seye, hat mich bewogen, der Sache nachzudenken.“
In den folgenden Jahren beschäftigte sich Antesperg intensiv mit der deutschen Sprache und den Möglichkeiten, einen einheitlichen Schriftstandard zu finden. Schon seit 1734 pflegte er Schriftverkehr mit Johann Christoph Gottsched in Leipzig. Dabei übersandte er Gottsched auch von ihm selbst erstellte „Schreibtabellen“. Im Jahr 1735 unternahm Antesperg selbst eine Reise zu Gottsched nach Leipzig und wurde von diesem in seine Deutsche Gesellschaft als Mitglied aufgenommen. Angeregt durch diesen Gelehrtendiskurs, begann Antesperg, selbst zu diesem Thema zu publizieren. Zunächst kam 1738 sein Das deutsche kayserliche Schul- und Canceley-Wörterbuch heraus, dann 1744 sein Josephinisches Erzherzögliches A.B.C. oder Namenbüchlein, das er persönlich Joseph II., dem gerade erst dreijährigen Sohn Maria Theresias, widmete.
Im Jahre 1747 veröffentlichte Johann Balthasar Antesperg dann sein bis heute wichtigstes Werk, Die kayserliche Grammatik, oder Kunst, die deutsche Sprache recht zu reden, und ohne Fehler zu schreiben, noch ein Jahr, bevor Gottsched seine Grammatik unter dem Titel Grundlegung einer deutschen Sprachkunst publizierte. Spätestens ab diesem Zeitpunkt waren die beiden befreundeten Gelehrten Konkurrenten, denn es entstand im gesamten deutschsprachigen Raum ein heftiger Streit, welche der beiden Varianten die bessere sei und welche die Referenz für einen auch gesetzlich festgeschriebenen Schriftstandard werden solle. Johann Christoph Gottsched repräsentierte dabei die sächsische Schreibtradition, die auf Martin Luther zurückging und besonders in den protestantischen Gebieten im Norden und Osten des Reiches verbreitet war, während die Grammatik von Antesperg auf der oberdeutschen Schreibtradition aufbaute, die besonders in Österreich, Bayern und im schwäbisch-alemannischen Bereich verankert war.
Durch die Veröffentlichung dieser beiden Grammatiken entbrannte ein schon das gesamte 17. und 18. Jahrhundert schwelender Konflikt zwischen den verschiedenen regionalen Schreibtraditionen des Deutschen, der nun einer definitiven Entscheidung entgegensteuerte. Der von den wichtigsten Gelehrten und Sprachforschern der damaligen Zeit geführte spätbarocke Sprachenstreit sollte jedoch nicht mehr zu Lebzeiten Antespergs und Gottscheds entschieden werden.
Johann Balthasar Antesperg starb 83-jährig am 31. August 1765 in Wien. Als Todesursache wurde „Abzehrung“ vermerkt.

## Die Kayserliche Grammatick
Die 1747 erschienene Kayserliche Grammatick gilt heute als die wichtigste Arbeit von Johann Balthasar Antesperg. Mit diesem Werk zur Definition einer für den gesamten deutschsprachigen Raum gültigen Schriftnorm wollte er den Spracharbeitern der Leipziger Schule zuvorkommen, allen voran Johann Christoph Gottsched, die ein Standarddeutsch auf Basis der sächsischen Mundart etablieren wollten. Als in Wien tätiger Niederbayer stand Antesperg der oberdeutschen Schreibtradition näher und wollte eine Schriftsprache auf Basis der süddeutschen Mundarten schaffen. Schon durch die Wahl des Titels beansprucht aber auch Antesperg eine überregionale Gültigkeit seines Werkes.
Sein Anliegen war es, die deutsche Sprache zu normieren und auch auszubauen, um sie in der Literatur, der Wissenschaft und auch der öffentlichen Verwaltung auf eine Stufe mit den in Europa bereits etablierten Sprachen, wie Französisch, Italienisch und Spanisch, zu stellen. Als Vorbild nennt er selbst das Dictionaire Royale, das im Frankreich Ludwigs XIV. unter großem finanziellem Aufwand erstellt worden war. Die zweite, „verbesserte“ Edition von 1749, die in Reaktion auf die Gottschedsche Grundlegung einer deutschen Sprachkunst von 1748 erschienen ist, nennt er sein Werk Die kayserliche deutsche Grammatick.
Damals war Sprachpolitik untrennbar mit der realen Machtpolitik verbunden. Antesperg vertrat in diesem Punkt einen vom aufgeklärten Absolutismus beeinflussten Reichspatriotismus, dessen Loyalität dem Monarchen galt. Seine Rechtschreibung orientiert sich deshalb in der ersten Edition auch noch stark am Stil der kaiserlich-österreichischen und kurfürstlich-bayerischen Hofkanzleien, wie er seit der Zeit von Maximilian I. gepflegt wurde. Jedoch gab es damals eine starke konfessionelle Polarisierung zwischen den protestantischen Staaten im Norden und Osten sowie den katholischen Ländern im Süden, die sich auch auf sprachlicher Ebene widerspiegelte. Antesperg lag naturgemäß die südliche, oberdeutsche, katholische Schreibtradition näher als die ostmitteldeutsche, sächsische, lutherische.
Seine Grammatik findet 1747 entgegen seinen ersten Erwartungen bei den Gelehrtenkreisen in Leipzig wenig Anklang. Die Anzahl der lateinischen und französischen Fremdwörter, die konservative oberdeutsche Schreibweise, das mit Austriazismen und Bavarismen durchsetzte Vokabular und besonders die vorgeschlagenen Ausspracheregeln wurden durchweg abgelehnt. Der Leipziger Neue Büchersaal schrieb in einer Rezension deshalb auch:
„In dem Capitel der Aussprache aber würde noch manches auf die böse österreichische Mundart zu schieben seyen.“
Im selben Text aus Leipzig wurden auch stark nationale Argumente vorgebracht, die nicht nur Antesperg, sondern dem habsburgischen Österreich insgesamt mangelndes Deutschbewusstsein vorwerfen:
„Die Herrschaft der Welt ist endlich an die Deutschen gekommen: und ihre Macht hat sich nicht nur in den letzten Jahrhunderten über Böhmen und Ungarn, Sclavonien und Servien, Croatien und Dalmatien, sondern auch über Wälschland und Spanien erstrecket. Was wäre also natürlicher gewesen, als daß auch die deutsche Sprache in alle diese Länder gedrungen; und wo nicht die allgemeine Landessprache aller dieser Völker, doch wenigstens die Hofsprache derselben geworden wäre? Allein durch ein seltsames Schicksal, haben die Beherrscher dieser vielen Länder von ihren Unterthanen reden gelernt, und ihre eigene Muttersprache dadurch bey den Ausländern in Verachtung gebracht. So thaten die Römer nicht …“
Die von Gottsched im darauffolgenden Jahr vorgelegte Grammatik wurde im Norden und Osten des Reiches hingegen mit großer Anerkennung aufgenommen. Gottsched reiste daraufhin 1748 auch nach Wien, um dort sein Werk zu präsentieren, und es gelang ihm sogar 1749 über den Grafen Nikolaus Esterházy, eine Privataudienz bei Maria Theresia zu erwirken. Darauf sah sich Antesperg genötigt, eine zweite Version seiner Grammatik herauszubringen, in der er einige typisch oberdeutsche Eigenheiten aufgibt und somit versuchte, eine moderatere Kompromissversion vorzulegen. Dies ist in der neuen Edition von 1749 auch in den Titeln der vier Teile erkennbar:
1. Von der deutschen Etymologie oder Wortforschung ins gemein.
2. Von der deutschen Wortfügung. De Syntaxi Germanica
3. Von der deutschen Orthographie oder Rechtschreibung. De Orthographia Germanica
4. Von der deutschen Prosodie (Tonsprechung) oder dem deutschen Sylbenmaße.

Diese zweite Auflage erreicht aber ebenfalls nicht die von Antesperg gewünschte überregionale Anerkennung, und die beiden Grammatiken stehen sich in den folgenden Jahren in Konkurrenz gegenüber. Die in Mähren erscheinenden Ollmützer Monathlichen Auszügen Alt- und neuer Gelehrter Sachen resümieren daher auch völlig neutral:
„Herr Antesperg schreibt für die Oesterreicher. Herr Gottsched für die Sachsen, und zwar für die Ober-Sachsen, derohalben ist nicht zu verwundern, so jeder eine in etwas unterschiedene Art in einer Sache hat.“

## Nachwirkung
Das Wirken von Johann Balthasar Antesperg war der letzte ernsthafte Versuch, die oberdeutsche Schreibsprache zu standardisieren und zu einer modernen umfassenden Schriftsprache auszubauen. Dies ist ihm jedoch nur bedingt gelungen, da der von ihm entwickelte Standard im Norden und Osten des Reiches auf massive Ablehnung stieß. Vor allem der von ihm erhobene Anspruch einer allgemeinen Gültigkeit seiner Variante für den gesamten deutschen Sprachraum war seiner Sache nicht förderlich. Andererseits war man am Kaiserhof in Wien auch nicht gewillt, einen süddeutschen Sonderweg einzuschlagen, weshalb diese Alternative höchstwahrscheinlich auch nicht viel erfolgreicher gewesen wäre.
Zu seinen Lebzeiten blieb die endgültige Entscheidung jedoch offen, ob es überhaupt einen allgemeinen Schriftstandard für das ganze Reich geben solle und welche Variante als Basis für diesen Standard zu bevorzugen sei. Antesperg beeinflusste jüngere Sprachwissenschaftler wie Johann Siegmund Popowitsch, der seine Position übernahm und sogar noch radikaler vertrat als Antesperg selbst. Popowitsch, der 1753 die Nachfolge Gottscheds am 1749 von diesem in Wien begründeten Lehrstuhl für Deutsche Sprache und Rhetorik übernommen hatte, polemisierte lautstark gegen seinen Vorgänger und trat offen für eine separate Lösung für den oberdeutschen Süden ein.
Popowitsch hatte damit auch zeitweise einigen Erfolg und schrieb eine eigene Grammatik (Die nothwendigsten Anfangsgründe der Teutschen Sprachkunst, 1754) für den Gebrauch in den österreichischen Schulen. Dies löste wiederum heftige Gegenreaktionen von Seiten der Gottschedianer aus. Franz Christoph von Scheyb nannte Popowitsch einen Narren und Sprach-Hussiten. Nachdem sich Popowitsch den Witz erlaubt hatte, in einer seiner Deklinationstabellen den Namen Gottscheds als Beispiel zu verwenden, ließ Scheyb sogar die Zensur gegen ihn vorgehen. Der kaiserliche Hof hingegen konnte sich weder für die eine noch für die andere Seite entscheiden, und so standen 1763 sowohl die auf Antesperg aufbauende Grammatik von Popowitsch als auch die Gottsched’sche parallel auf dem Lehrplan der österreichischen Gymnasien. Auch in Bayern, Salzburg und im Schwäbischen fanden sich Sympathisanten für einen süddeutschen Sonderweg, so etwa Augustin Dornblüth aus dem Breisgau und der bayerische Aufklärer Heinrich Braun. Der aus der bayerischen Oberpfalz stammende Protestant Carl Friedrich Aichinger versuchte mit Hilfe eines eigenen Kompromissvorschlages den Streit in einer für alle Seiten akzeptablen Form zu beenden, was jedoch ebenfalls scheiterte.
Johann Christoph Gottsched war jedoch auch im protestantischen Norden nicht gänzlich unumstritten. Schon seit Mitte der 1730er Jahre hatte er sich zusehends radikalisiert und provozierte dadurch auch Widerstand in den eigenen Reihen. So musste er 1738 aus der von ihm selbst gegründeten Deutschen Gesellschaft in Leipzig austreten, wozu aber auch delikate Verwicklungen mit der Weiblichkeit beigetragen haben sollen.
Letztlich wurde der spätbarocke Sprachenstreit von Seiten der Politik entschieden. Maria Theresia war nach langem Zögern nicht bereit, einen sprachlichen Sonderweg einzuschlagen, und da in den protestantischen Ländern bereits eine definitive Entscheidung zugunsten der Gottsched’schen Grammatik und Rechtschreibung gefallen war, wurde im Jahr 1774 auch in den habsburgischen Erblanden im Zuge der Einführung der Allgemeinen Schulpflicht diese Variante als Standard festgelegt. Im Jahr 1780 wurde diese Entscheidung noch einmal von ihrem Sohn und Nachfolger Joseph II. bestätigt und die Gottsched’sche Variante auch für die Beamten als Norm verpflichtend eingeführt. Die anderen süddeutschen Staaten, wie das Herzogtum Bayern und das Erzbistum Salzburg, schlossen sich der Entscheidung aus Wien an.
Damit wurde wenige Jahre nach Antespergs Tod sein linguistisches Projekt endgültig ad acta gelegt und war gescheitert. In den Jahren danach wurde über diese süddeutsche Schriftsprache, wie über jeglichen Sonderweg, von verschiedenen Seiten stark polemisiert, etwa von Johann Christoph Adelung. Dessen Sichtweise hat auch für lange Zeit die historische Beurteilung der Fachwelt geprägt, wohingegen der Name Antesperg und sein Projekt in der breiteren Öffentlichkeit vollkommen in Vergessenheit geriet. So gibt es beispielsweise bis heute keine Neuedition seiner Grammatik, lediglich das ABC-Büchlein wurde aufgrund seiner gefälligen Illustrationen im Jahr 1980 neu gedruckt.

## Werke
- Das deutsche kayserliche Schul- und Canceley-Wörterbuch, 1738
- Die Vorschule zu dem wohleingerichteten österreichischen A B C Büchlein in zweyerley Schriften: zum rechten Anfang der deutschen Schulen und schönen Wissenschaften, von Johann Balthasar von Antesperg, Wien, 1739
- Das Josephinische Erzherzögliche A.B.C. oder Namenbüchlein, 1744
- Die Kayſerliche Deutſche Grammatick Oder Kunſt die deutſche Sprache recht zu reden, Und ohne Fehler zu ſchreiben, Mit zulänglichen Vor= und Anmerkungen, Zum Nutzen Des gemeinem Weſens, und deren, welche des regelmäſzigen Verſtandes und reinen Ausdruckes in eigener Sprache mächtig ſeyn wollen, oder ihres Amtes und ihrer Geſchäfte halber ſeyn ſollen. In vier Theilen, samt einem Examine, Mit ſonderbarem Fleiſz deutlich und vollkommen In otio Viennensi Ausgearbeitet Von Johann Balthaſar von Anteſperg, verſchiedener des H. R. R. Fürſten und Stände Rath, Redner und Agenten am Kayſerl. Hofe, wie auch Mitglied der Deutschen Gesellschaft in Leipzig. Mit allergnädigiſter Kayſerlicher Freyheit. In Wien gedruckt und zu finden (1) bey Joh. Ignatz Heyinger, Buchdrucker in der Römerſtraſſe. (2) Bey Leopold Grund, in ſeinem Gewölb neben dem Hauptthor bey St. Stephan, wo die Schulbücher verkauft werden. (3) Bey Baptist Praſſer, Bachführer auf dem Kohlmarkt. 1747, 370 S.
- Die Kayſerliche Deutſche Grammatick Oder Kunſt die deutſche Sprache recht zu reden, Und ohne Fehler zu ſchreiben, In Vier Theilen Mit einem Examine und zulänglichen Vor= und Anmerkungen, Zum Nutzen Des gemeinem Weſens, und deren, welche des regelmäſzigen Verſtandes und reinen Ausdruckes in eigener Sprache mächtig ſeyn wollen, oder ihres Amtes und ihrer Geſchäfte halber ſeyn ſollen. Mit ſonderbarem Fleiſz deutlich und vollkommen In otio Viennensi Ausgearbeitet Von Johann Balthaſar von Anteſperg, verſchiedener des H. R. R. Fürſten und Stände Rath, Redner und Agenten am Kayſerl. Hofe. Zweyte und verbeſſerte Edition ſamt einem Register. Mit allergnädigiſter Kayſerlicher Freyheit. In Wien zu finden (1) bey Johann Ignatz Heyinger, Buchdrucker in der Römerſtraſſe. (2) Bey Leopold Grund in ſeinem Gewölb neben dem Hauptthor bey St. Stephan, wo die Schulbücher verkauft werden. 1749, 466 S.[12]
- Des wohleingerichteten oesterreichischen Lehrbüchleins in zweyerley Schriften, zum rechten Anfang der deutschen Schulen und schönen Wissenschaften, Johann Balthasar Antesperg, Wien, ca. 1750